# Konrad Ocalewicz
Konrad Ocalewicz – polski ichtiolog i genetyk, doktor habilitowany nauk biologicznych, wykładowca akademicki,  profesor uczelni Instytutu Oceanografii Wydziału Oceanografii i Geografii Uniwersytetu Gdańskiego.

## Życiorys
Jest absolwentem Wydziału Ochrony Wód i Rybactwa Śródlądowego (międzywydziałowa specjalność Biotechnologia w hodowli zwierząt) (Akademia Rolniczo-Techniczna w Olsztynie). Pracę magisterską Analiza replikacji DNA siei pomorskiej (Coregonus lavaretus) na poziomie chromosomów, identyfikacja regionów wcześnie i późno replikujących obronił w 1998.  W 2002 uzyskał stopień naukowy doktora nauk rolniczych (Wydział Ochrony Środowiska i Rybactwa, Uniwersytet Warmińsko-Mazurski w Olsztynie) na podstawie pracy Podstawy procesu genetycznej determinacji płci u wybranych gatunków ryb. Stopień naukowy doktora habilitowanego nauk biologicznych uzyskał w 2011 roku (Wydział Biologii i Biotechnologii, UWM w Olsztynie) na podstawie pracy Mutacje genomowe i chromosomowe u pstrągów tęczowych (Oncorhynchus mykiss Walbaum, 1792).
Stypendysta programu Stypendia indywidualne w ramach działań "Maria Skłodowska-Curie" (ang. Marie Skłodowska-Curie actions Individual Fellowships - MSCA IF) przy Komisji Europejskiej, stypendysta Fundacji na Rzecz Nauki Polskiej, Towarzystwa Naukowego Warszawskiego, Fundacji Członków Wydziału Nauk Rolniczych, Leśnycyh i Weterynaryjnych Polskiej Akademii Nauk „Pro Scientia et Vita”,
Odbywał staże naukowe, między innymi w Berlinie, Libechov (Czechy), Jouy-en-Josas (Francja), Stirling (Szkocja), Bødo (Norwegia) i Hakodate (Japonia).
Główne obszary badawcze, którymi się zajmuje to cytogenetyka, genomika i transkryptomika, inżynieria genomowa; zabiegi poliploidyzacji, gynogenezy i androgenezy oraz techniki uzyskiwania jednopłciowych stad ryb, genetyczna determinacja oraz dyferencjacja płci, ewolucja chromosomów płci u kręgowców, dynamika telomerowego DNA i aktywność telomerazy w komórkach ryb.
Kierownik i wykonawca w wielu projektach naukowych finansowanych między innymi przez Komitet Badań Naukowych i Narodowe Centrum Nauki. Promotor i opiekun naukowy prac licencjackich, inżynierskich, magisterskich i doktorskich. Autor wielu artykułów opublikowanych w krajowych i zagranicznych czasopismach naukowych. Członek komitetu redakcyjnego Journal of Fish Biology.
Jest profesorem uczelni w Instytucie Oceanografii na Wydziale Oceanografii i Geografii Uniwersytetu Gdańskiego.